# 市川九女八
市川九女八（いちかわ くめはち）は女芝居の名跡。二代目は早世したため、通常「市川九女八」と言えば初代を指す。初代はその名演から「女団十郎」と呼ばれ、実際市川團十郎 (9代目)の唯一の女弟子となった。

## 初代
初代市川九女八（しょだい・いちかわ くめはち、1847年1月14日（弘化3年11月28日） - 1913年（大正2年）7月24日）は明治期に活躍し、九代目市川團十郎ばりの芸風で「女団州」の異名を取った女芝居の名優。本名守住けい。岩井粂八、市川粂八を経て初代市川九女八。また守住月華の名でも舞台に立った。
1846年、江戸神田生まれ。父横田彦八、母なか。母は容貌がかなりよく、のちに隠居した旗本の妾となった。
八歳のとき、板東三津江について踊りを習いはじめ、十三歳で名取り（板東桂八）となる。三津江に連れられ大名屋敷で狂言を演じ、評判を得、狂言師として活躍。両国の菰張り小屋の女芝居（両国橋周辺は明治初期まで遊興地として小屋掛け芝居などが許されていた）や寄席で演じたのち、旅役者となった。
1873年、名女形八代目岩井半四郎に入門し、岩井粂八の名をもらう。宮地の女芝居で舞台に立つ一方、狂言作家藤基輔に嫁した。後、その團十郎ばりの芸風が話題となったため、1888年、改めて九代目團十郎の門弟となって、市川升之丞を経て市川粂八に改めた。
1893年、神田三崎座の女芝居で座頭となるものの、翌年脱退。またこの年、新潟で『勧進帳』を無断上演したことから、團十郎に破門される。以後、守住月華の名で川上音二郎一座に出演したり、京都南座で歌舞伎を演じたりしたが、1897年、福地桜痴の仲介によって團十郎門下に復帰し、九女八と改めた。以後、歌舞伎をはじめ新派、新演劇、文士劇などに出演し、1905年には若柳燕嬢ら女ばかりの演者による「女優大会」の公演に出演したほか、1906年に燕嬢と女優学校を設立、1908年には川上音二郎・貞奴とともに女優養成所を開設、講師となった。
1913年、浅草みくに座出演中に急逝。享年68。台東区橋場の正徳院に葬る(現在は杉並区大法寺に墓碑がある)。名跡は養女菊子が継いだものの、早世。長谷川時雨『近代美人伝』にその半生がくわしい。

## 代々
最近では二代目水尾流宗家、（故）水尾富三郎（田中貞夫）の師匠である加藤寅雄（坂東美津仙）が7代目を襲名し、没後にその長女の大出（旧姓加藤）功子が8代目を襲名し現在に至る。